# Ding’an

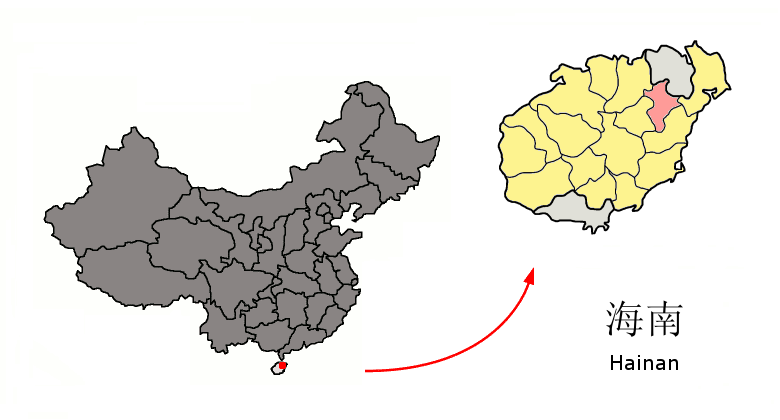
Lage Ding’ans in Hainan

Ding’an (定安县,  Dìng’ān Xiàn) ist ein chinesischer Kreis im Norden der Provinz Hainan. Die Fläche beträgt 1.188 Quadratkilometer und die Einwohnerzahl 284.690 (Stand: Zensus 2020).